# Tupaia tana
Tupaia tana — це вид ссавців з родини Tupaiidae. Він поширений на Суматрі та прилеглих невеликих островах, а також на низинах і пагорбах Борнео (Бруней, Індонезія, Малайзія). Цей вид зустрічається в основному в низинних лісах, але також досить поширений у фруктових садах і вторинних лісах. Зареєстрований на висотах від 0 до 1500 метрів.

## Морфологічні особливості
Вид із середньою довжиною голови й тулуба 22 см і масою ≈ 198 г. Кущистий хвіст коротший за довжину голови та тулуба. Зверху темно-коричневе хутро з помітною чорною серединною смугою та жовтими смужками на плечах. Низ укритий червоно-помаранчевим хутром. Як і інші тупаї, ця має довгу загострену морду, великі очі та голі вуха. Залежно від ареалу хвіст забарвлюється в жовтий, оранжевий або червоний колір. Тана має довгі кігті на руках і ногах.

## Спосіб життя
Особини ведуть денний спосіб життя і більшу частину часу проводять на землі. Іноді вони забираються на дерева, щоб краще бачити. Поза шлюбним періодом самець і самка живуть окремо. Вони встановлюють території від 300 до 600 м², причому часті перекриття є звичайними.
Безхребетні складають основний компонент раціону. Для їх пошуку тупая риється кігтями в шарі листя або у верхній частині ґрунту. Основний раціон доповнюють дрібні ссавці, ящірки і м'які частини фруктів.
Під час шлюбного періоду з серпня по листопад самець утворює моногамну пару з однією із самицею, з якою він ділить ділянки своєї території. Перед народженням потомства самиця будує кулясте гніздо з гілок, кори та листя, заховане в кущах або на деревах. Виводок зазвичай складається з двох дитинчат, яких вигодовуються від 25 до 33 днів. Старший молодняк супроводжує матір в її походах. Очікувана тривалість життя становить від 10 до 14 років.

## Загрози й охорона
Хоча цей вид зустрічається у фруктових садах, він відсутній у безлісних сільськогосподарських районах; тому вирубка лісів залишається загрозою. Цей вид дуже поширений у старих лісах заповідних територій на Борнео.